# Église Sainte-Marie de Domanova
Pour les articles homonymes, voir église Sainte-Marie.
L'église Sainte-Marie de Domanova ou Notre-Dame de Domanova (catalan : Nostra Senyora de Domanova) est une église romane située à Rodès, dans le département français des Pyrénées-Orientales.

## Situation

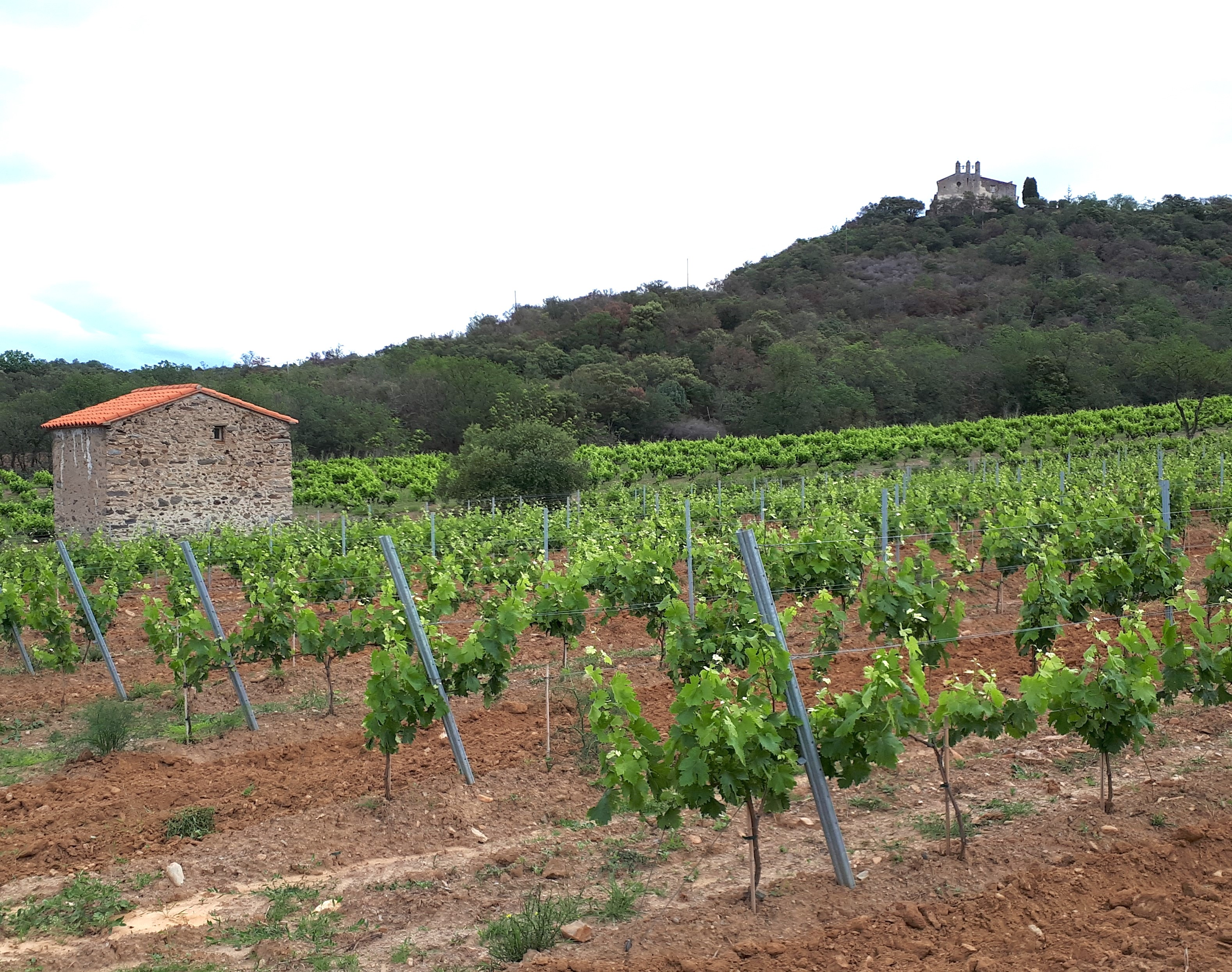
L'église est située sur une colline de métasédiments cambriens qui surplombe directement les vignobles de la vallée de la.

## Histoire
L'église date du XIIIe siècle, fut successivement église paroissiale puis ermitage, et fut reconstruite au XVIIIe siècle à la suite des guerres de religion.
L'église et sa galerie, ainsi que les façades et toitures de l'ermitage sont inscrits au titre des monuments historiques depuis le 23 février 1994.